# Theretra tabubilensis
Theretra tabubilensis is een vlinder uit de familie van de pijlstaarten (Sphingidae), onderfamilie Macroglossinae. De wetenschappelijke naam van de soort werd in 2009 door Robert B. Lachlan gepubliceerd.
De soort is alleen bekend uit Papoea-Nieuw-Guinea, en vooral veel gevangen in Tabubil, waarnaar hij vernoemd is.